# Dana Scullyová

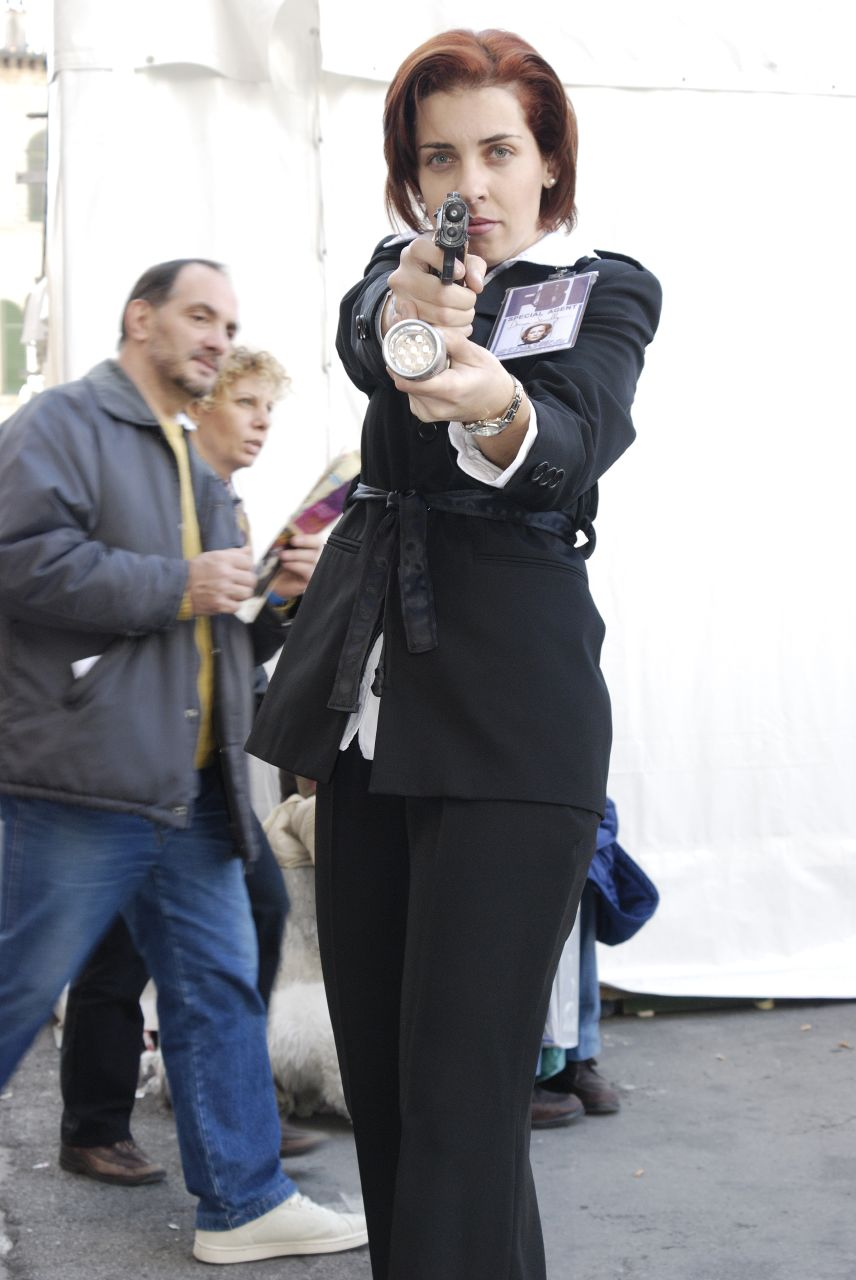
Fanynka jako agentka Dana Scullyová

Zvláštní agentka Dana Katherine Scullyová, doktorka medicíny (* 23. února 1964) je fiktivní postava seriálu Akta X / The X-Files (1993–2002), kterou hraje Gillian Andersonová. Je agentkou FBI, partnerkou zvláštního agenta Foxe Muldera, s nímž společně vyšetřuje tzv. „Akta X“ – nevysvětlené případy. Oproti Mulderovi, který věří, že „na světě nejsme sami“, je Scullyová skeptik, vždy se snaží vše dokázat vědecky.
Dana Scullyová měří 160 cm a má modrozelené oči. Její práce v FBI zaplňuje většinu jejího života, proto nemá žádného přítele ani se příliš často s nikým nestýká. Žije v Georgetownu, ve Washingtonu.
Objevila se v každém díle Akt X, kromě dílů „Trojka“, „Nulový součet“, „Neobvyklí podezřelí“ a „Souputníci“.

## Životopis

### Dětství a vzdělání
Scullyová se narodila Margaret a Williamu Scullyovým 23. února 1964. Její rodina držela vždy pohromadě, také díky katolickému vyznání. Má staršího bratra Williama Jr., starší sestru Melissu a mladšího bratra Charlese, který se však nikdy (kromě vzpomínek z dětství) v seriálu neobjevil. Její otec byl důstojníkem u námořnictva, vyrostla v Annapolisu a později v San Diegu. Nejoblíbenější knihou v dětství byla Bílá velryba, odtud pochází přezdívka, kterou dala otci – „Ahab“, na oplátku ji on nazýval „Hvězdička“.
Vystudovala fyziku na univerzitě v Marylandu, její závěrečná práce byla na téma „Einsteinův paradox dvojčat: Nová interpretace Dany Scullyové“. Po dokončení medicíny jí byla nabídnuta práce u FBI, kterou přijala především protože věřila, že zde může vyniknout. Po jejím přidělení k agentu Mulderovi často využívala své znalosti ze soudního lékařství při provádění pitev obětí řešených případů.

### Víra
V průběhu děje seriálu jí katolická víra byla pevným útočištěm, ačkoli jinak byla zatvrzelým skeptikem. Přes svou kariéru v medicíně a vědě jí víra zůstávala stále blízká.
Scullyová téměř vždy nosí zlatý řetízek s křížkem, který jí dala matka k 15. narozeninám. Po jejím únosu („Výstup“, 2x06) to byla jediná věc, která po ní zůstala v kufru auta únosce Duana Barryho. Mulder jej potom nosil („Trojka“, 2x07), dokud se Scullyová zázračně neobjevila v nemocnici v DC („Jedním dechem“, 2x08). Poté, co se probudila z bezvědomí a začala se uzdravovat, Mulder jí řetízek vrátil.
Únos očividně otřásl její vírou, především když začala trpět syndromem post-traumatického stresu při vyšetřování případu fetišistického vraha jménem Donnie Pfaster („Neodolatelné“, 2x13). Jak hluboké stopy v ní tento zážitek zanechal můžeme vidět o pět let později, poté, co Pfaster unikne z vězení a opět se ji pokusí zabít přímo v jejím domě. Jí se však podaří získat zpět svou zbraň a zastřelí jej, ačkoli ho už Mulder drží pod kontrolou. Bojuje s tím, co ji k tomuto činu vedlo, ptá se sama sebe, zda to byl Bůh nebo „co když nebyl“(„Orison“, 7x07).
Asi rok po prvním incidentu s Donniem Pfasterem se Scullyová opět dostává do konfliktu s vírou, když se snaží ochránit mladého stigmatika Kevina Krydera, jehož život je ohrožen psychotikem („Zjevení“, 3x11). Skeptická k tomu, co chlapec tvrdí, ovšem neschopná popřít, co viděla, Scullyová nedokáže odpovědět na chlapcovu otázku, zda ona je tou, která ho má ochránit, naznačující, že její přítomnost je vedena Boží rukou. Výsledkem tohoto případu jsou prohlubující se neshody ohledně víry mezi oběma agenty, které pokračují během jejich další společné práce.
Za nějaký čas se Scullová dozví o tom, že má rakovinu, což ji přiměje uvažovat nad svým životem a také vírou. Přesto se odmítne svěřit do péče rodinného kněze, otce McCuea. Když se však její choroba začne zhoršovat a ona stojí na pokraji smrti, rozhodne se nakonec požádat otce McCuea o duchovní služby. Své uzdravení pak přijímá jako zázrak („Podvod II“, 5x03).
Poté, co Scullyová náhodou zjistí, že malá Emily Simová je její dcera, dá jí svůj řetízek a snaží se vážně nemocnou holčičku získat do adoptivní péče. Před jejím pohřbem si Scullyová opět vezme řetízek zpět.
Po svém uzdravení začne Scullyová opět pravidelně navštěvovat mše v kostele. Na požádání otce McCuea se zapojí do případu paraplegické dívky, jež byla nalezena mrtvá, klečící s rukama pozdviženýma k nebi a vypálenýma očima („Andělské duše“, 5x17). Scullyová zjišťuje, že dívka byla ze čtyřčat a další dvě byly také zavražděny. Otec McCue jí vypráví příběh o serafínu, který ona přijímá jako možné vysvětlení smrti dívek. Neustále má také vize Emily a když poslední z dívek umírá, Scullyová věří, že ji navrací Bohu. Po návratu do D.C. jde ke zpovědi, aby získala pokoj a smířila se se smrtí své dcery.
Mulder a Scullyová spolu často v otázkách náboženství nesouhlasí. Scullyová je více nakloněna víře v Boha a v jeho zásahy, zatímco Mulder věří, že lidé jsou zodpovědní za své chování.

## Práce na Aktech X
Po svém vstupu do FBI Scullyová nejdříve vyučovala na akademii v Quanticu. Mulderova vyšetřování paranormálních jevů byla neustálým trnem v oku tajné skupině zvané „Syndikát“, která se však neodvážila k tomu jej zabít. Proto byla na jaře 1992 k Mulderovi přidělena Scullyová, aby svými vědeckými metodami prošetřila jeho práci a dokázala, že on se mýlí. Ona však vždy posuzovala jeho důkazy objektivně a upřímně. Scullyová se stala partnerkou Muldera při práci na Aktech X, přinášející svými vědeckými postoji a intelektem protiváhu k Mulderovu vzpurnému charakteru. Přestože jejich osobnosti jsou v mnohém protikladné, během let společné práce mezi nimi vznikl výborný pracovní vztah založený na vzájemné důvěře. Oba dva hrají při jejich nebezpečném vyšetřování nejrůznějších případů a intrik nezastupitelnou roli.
Roku 1994, po dvou letech společné práce, se Syndikát rozhodl nechat uzavřít Akta X, jelikož se dle jejich názoru oba agenti dostali příliš blízko k pravdě. Mulder a Scullyová byli rozděleni a posláni pracovat do odlišných sekcí FBI.
V epizodě „Výstup“ (2x06) je Scullyová unesena psychicky nemocným Duanem Barrym, bývalým agentem FBI, který tvrdí, že byl několikrát unesen mimozemšťany. Ten ji vymění za sebe, aby zabránil svému dalšímu únosu. Scullyová je několik týdnů nezvěstná a poté se za záhadných okolností objeví v kómatu v nemocnici v D.C.(„Jedním dechem“, 2x08). Walter Skinner, místoředitel FBI a jejich přímý nadřízený, nařídí znovuotevření Akt X, aby byl její únos vyšetřen. Když se Scullyová probudí z kómatu, vrátí se na svoje místo téměř okamžitě. Její únos je později důležitým článkem v celé skládačce mytologie Akt X.
V roce 1995, když si Syndikát pomalu uvědomuje, že Scullyová se stala stejnou hrozbou jako Mulder, pokusí se ji nechat zabít. Najatý vrah ovšem omylem zabije její sestru Melissu. Scullyová pokračuje ve vyšetřování této vraždy i poté, co FBI (nařízením Syndikátu) věc uzavře, a vraha stopuje. Ten je ovšem záhy zabit dalšími Syndikátem najatými vrahy a Scullyová tak zůstává bez jakéhokoli důkazu, což ještě více posílí její odhodlání k hledání pravdy. Toho roku také Scullyová zjišťuje, že pod kůži na jejím krku byl při únosu implantován mikročip („Požehnaná cesta“, 3x01). Nedlouho poté, co si ho nechá odstranit, je u ní diagnostikována rakovina, inoperabilní nádor nosohltanu. Za několik měsíců rakovina začíná metastazovat do mozku a hrozí nevyhnutelné. Zoufalý Mulder se vloupá do podzemní Pentagonu a nachází mikročip, který by ji měl vyléčit. Po jeho zavedení se Scullyová opravdu začíná uzdravovat, což však většina připisuje zázraku a ne mikročipu. Scullyová také zjišťuje, že únos vedl k její neplodnosti, jelikož jí pravděpodobně byla odebrána všechna vajíčka.
Tyto její domněnky se potvrdily během návštěvy jejího bratra v Kalifornii o Vánocích roku 1997. Scullyová obdrží anonymní telefonát, hlas v něm jí však velmi připomíná hlas její mrtvé sestry („Vánoční koleda“, 5x05). Stopa ji zavede do domu, kde se vyšetřuje sebevražda ženy majitele domu. Tam se Scullyová poprvé setká s tříletou adoptivní holčičkou Emily, která vypadá přesně jako její sestra v tomto věku. S přesvědčením, že Emily je Melissinou dcerou, nechá provést test DNA. Přitom ovšem vyjde najevo, že pravou biologickou matkou malé Emily není Melissa, nýbrž ona sama („Emily“, 5x07). Poté, co je Emilyn adoptivní otec zabit mimozemským lovcem, se Scullyová rozhodne zažádat o adopci holčičky. Bohužel Emily je smrtelně nemocná, trpí vzácnou formou anémie, a umírá nedlouho poté, co ji Scullyová poznává. Ve skutečnosti byla Emily jednou z mimozemsko-lidských hybridů vytvořených smícháním mimozemské DNA s vajíčky odebranými při únosu.
Ve filmu Akta X (The X-Files: Fight the Future) se Scullyová nakazí virem z černého oleje poté, co ji píchne včela přenašečka. Je odvezena do tajné laboratoře na Antarktidě, Mulderovi se ji však podaří najít a včas jí píchnout injekci protilátky, čímž jí zachrání život.
Přes svou diagnózu se Scullyová odmítá smířit s tím, že nemůže mít děti. Poté, co jí Mulder řekne o tom, že kdysi našel její vajíčka, konzultuje vše se svým lékařem a rozhodne se zkusit oplodnění in-vitro. Požádá Muldera, zda by mohl být dárcem, ovšem prvotní testy ukážou neúspěch. Nicméně na jaře roku 2000, v době, kdy je Mulder obětí mimozemského únosu, Scullyová zjišťuje, že je těhotná. Později je naznačeno, že její vztah s Mulderem se pravděpodobně stal nejen pracovním.
Zvláštní agent John Doggett je pověřen nalezením Muldera. Jeho nalezení se však postupně zdá být méně a méně pravděpodobné a Doggett je přidělen jako nový partner Scullyové při práci na Aktech X. Po osmi letech vyšetřování paranormálních jevů a nevysvětlitelných úkazů se Scullyová stává otevřenější a Doggett zaujme její místo „skeptika“. Scullyová pracuje až do pokročilého stupně těhotenství. Přesto je i po Mulderově návratu velice znepokojená a má strach z původu i osudu svého nenarozeného dítěte. Pronásledovaná agenty spiknutí uprchne za pomoci Doggetta a Reyesové krátce předtím, než porodí kdesi v odlehlé části Georgie. Svého syna pojmenuje William, po Mulderově otci (agent Mulder je otcem dítěte).
Po Williamově narození se Mulder dobrovolně skrývá, věří, že kdyby zůstal se Scullyovou a Williamem, vystavil by je zbytečnému nebezpečí. Scullyová také odchází, přenechává Akta X Doggettovi a Reyesové a učí soudní lékařství. Krátce poté zjišťuje, že ona i William jsou sledováni Novým Syndikátem. V roce 2002, poté, co byl William unesen avšak následně nalezen v pořádku, Scullyová cítí, že mu nemůže poskytnout bezpečí, které potřebuje, a rozhodne se jej dát k adopci.
Na konci seriálu Scullyová pomáhá Mulderovi při útěku z vězení, kde je držen pro údajnou vraždu a hrozí mu trest smrti. Oba prchají do Nového Mexika, kde se naposledy setkávají s Kuřákem. Scullyová a Mulder jsou momentálně na útěku před Novým Syndikátem, aby se ochránili a mohli konečně odhalit pravdu o vládním spiknutí, které má před lidmi tajit hrozbu mimozemské kolonizace.

## Vztahy

### Rodina
- kapitán William „Bill“ Scully – Vztah Scullyové k jejímu otci byl blízký, přestože měli občas neshody, hlavně díky jeho sklonům k vojenské profesionalitě. Z toho pramení i její neustálá snaha dokázat otci, že ona se ve všem dokáže vyrovnat svým bratrům (viz např. vzpomínka z dětství, kdy společně s bratry střílí vzduchovkou na hada, poté se však cítí vina z jeho smrti. Jednou zase ukradla jednu z matčiných cigaret a vykouřila ji, napůl doufajíc, že to otec zjistí a naštve se.) Jejich vztah utrpěl, když se rozhodla nepokračovat v kariéře v medicíně, ale vstoupila do FBI. V roce 1994 se zdálo, že se oba usmířili, a to ještě předtím, než její otec náhle zemřel na infarkt. Poté, co odešel, Scullyová zjistila, že ačkoli byli oba odlišní, otec na ni byl velmi pyšný („Tam za mořem“, 1x12). Když po svém únosu leží v kómatu, otec se jí zjeví ve vojenské uniformě a předává jí láskyplně svůj vzkaz, ve kterém ji dává odvahu dál žít („Jedním dechem“, 2x08).

- Margaret „Maggie“ Scullyová – matka Scullyové je dceři oporou nejen ve chvílích její zdravotní krize, ačkoli občas projevuje tichý nesouhlas s dceřinou volbou. Margaret Scullyová často zasahuje do dceřina života. Důrazně vyzývá svou dceru, aby neopouštěla svou víru, často neschvaluje její nebezpečnou práci a ke konci těhotenství trvá na tom, aby si Dana najala chůvu. Po Williamově narození je velice ochranářská směrem ke Scullyové i Williamovi. V jejím posledním výstupu („Původ“, 9x10) je vidět její neochota hledat pravdu kvůli možnému nebezpečí.

- Melissa „Missy“ Scullyová – Scullyová měla ke své starší sestře velmi blízko. Poprvé se Melissa objevuje po jejím únosu a záhadném objevení v nemocnici. Na rozdíl od své skeptické sestry, Melissa je otevřenější a dodává své sestře odvahu dívat se dál než jen na vědu a fakta a věřit své intuici. Scullyová byla velice zasažena její smrtí, vyčítala si ji a neúnavně se snažila, aby vyšetřování pokračovalo („Piper Maru“, 3x15).

- William „Bill“ Scully Jr. – vztah Scullyové s jejím starším bratrem, taktéž důstojníkem námořnictva, zdánlivě odráží nesouhlas, který cítila z postoje otce („Gethesmane“, 4x24). Jejich vztah z dětství se proměnil z typické sourozenecké rivality až na jakousi formu týrání, která vyústila v nechtěnou smrt jejího králíčka při pokusu ho před Billem schovat („Vánoční koleda, 5x05“). Další komplikací jejich vztahu je jeho neustálé odmítání uznat její práci a jeho nenávist vůči Mulderovi (myslí si, že Mulder je zodpovědný za její nemoc a za smrt Melissy, a tváří v tvář ho nazývá „kusem cvoka“ a „ubohým parchantem“). Billova žena se jmenuje Tara a mají spolu syna Matthewa.

- Charles Scully – mladší bratr Scullyové se objevil pouze ve vzpomínkách z dětství („Jedním dechem“, 2x08).

- Emily a William – děti Scullyové. Emily, která zemřela krátce poté, co ji Scullyová našla, („Emily“, 5x07), byla počata během únosu Scullyové. William, jehož Scullyová později nazývá „jejich synem“ (Muldera a Scullyové, „The Truth“, 9x19,20), se narodil přirozenou cestou a žil s matkou. Po nějakém čase byla Scullyová ovšem nucena jej přenechat k adopci, aby ho tak ochránila („William“, 9x17).

### Partneři
Původně byla ve scénáři k Pilotu napsána postava přítele Scullyové, reportéra jménem Ethan, byla z něj však následně vypuštěna.
Když studovala medicínu, měla románek se svým ženatým učitelem Dr. Danielem Waterstonem („úplně všechno“, 7x17). Konec jejich vztahu následoval po jejím rozhodnutí dát se k FBI. Poté, co vstoupila na akademii v Quanticu, začal její dlouholetý vztah s jejím starším instruktorem Jackem Willisem, s nímž měla narozeniny ve stejný den („Lazar“, 1x14).
V epizodě „Jako přátelé“ (7x15) o ní Kuřák říká, že je přitahována „mocnými muži“, načež Scullyová odpovídá, že on se jen snaží na ni psychicky tlačit; reakce, která se zdá být spíše vyjádřením diskomfortu než nesouhlasu. Vezmeme-li v úvahu její dřívější vztahy s učiteli, instruktory, její vztah k otci… zdá se to být věrohodné.
Na radu své přítelkyně jde Scullyová na schůzku s pohledným, avšak nudným rozvedeným mužem v epizodě „Čert z Jersey“ (1x04). O několik let později se během vyšetřování případu setká s Edem Jersem, který jí ukáže své nové zvláštní tetování. V té době frustrovaná z toho, jaký život si vybrala, jedná impulsivně – dá si s Edem několik skleniček a poté si, jím inspirována, také nechá něco vytetovat, konkrétně Uroborose – hada, který si požírá vlastní ocas. Stráví s Jersem noc (není jasné, jestli s ním spala nebo ne). Ovšem alkaloid z námelu, který byl v barvě inkoustu, nutí Jerse k pokusu o vraždu Scullyové („Už nikdy“, 4x13).
V epizodě „Milagro“ (6x18) se Scullyová nevědomky stane objektem touhy mladého samotářského spisovatele Phillipa Padgetta. Ten jí odhalí svou posedlost její osobou během vyšetřování případů nezvyklých vražd beze stop. Při jejich setkání v kostele jí až nezvykle detailně popíše její život, stejně jako důvody, které ho vedly k tomu, aby se přestěhoval do bytu vedle Muldera. Padgett píše knihu, ve které je ona hlavní postavou. V jedné z kapitol píše o tom, že oba spolu skončí v posteli. Scullyová je zaujata jeho city, přesto ji to znervózňuje a nechce jeho lásku opětovat.
Ke konci seriálu se její vztah s Mulderem začne vyvíjet dál než jako profesionální. Když je Mulder zraněn při lodní havárii, probudí se v nemocnici a řekne Scullyové, že ji miluje. („Trojúhelník“, 6x03). Koncem 6. série jsou oba dva stále častěji vídáni pohromadě nejen v práci, ale i např. při hraní baseballu („Z jiného světa“, 6x20), užívání si peněz FBI během filmové premiéry („Hollywoodská story“, 7x18) či sledování televize v Mulderově bytě („Tři přání“, 7x21).
Po Mulderově únosu, který se časově shoduje se zjištěním toho, že je těhotná („Requiem“, 7x22), se objevují jisté pochyby o tom, kdo je otcem dítěte. Během jejího těhotenství dělá Mulder vše možné proto, aby ji ochránil a odhalil spiknutí vůči jejímu dítěti („Podstata“, 8x20). Když se Jeffrey Spender vrací jako muž se znetvořeným obličejem tvrdící, že on je Mulder, Scullyová okamžitě poznává, že to není on („William“, 9x16). Když se Mulder nakonec vrátí, oba se vášnivě políbí a sdílejí bolest nad ztrátou syna. Oba se stanou uprchlíky.
Poslední scéna (jakoby navazující na scénu z „Pilota“) ukazuje Muldera a Scullyovou v jedné posteli, odhodlané společně čelit nejisté budoucnosti.